# Лернер, Ирвинг
Ирвинг Лернер (англ. Irving Lerner) (7 марта 1909 года — 25 декабря 1976 года) — американский кинорежиссёр, продюсер и монтажёр, более всего известный своими работами 1950—1960-х годов.
Ирвинг Лернер начинал карьеру в 1930-е годы в документальном кино, а с 1950-х годов стал работать над малобюджетными независимыми художественными фильмами, «радостно пребывая на задворках Голливуда».
Как режиссёр «Лернер более всего известен по двум, сделанным на экономных бюджетах, плотным, тщательно проработанным нуаровым триллерам конца 1950-х годов — „Убийство по контракту“ (1958) и „Город страха“ (1959)».
Как монтажёр Лернер работал над такими фильмами, как «Спартак» (1960) Стэнли Кубрика и «Нью-Йорк, Нью-Йорк» (1977) Мартина Скорцезе. Лернер умер во время работы над фильмом Скорцезе, и режиссёр посвятил свою картину ему со словами благодарности и уважения.

## Ранние годы
Ирвинг Лернер родился 7 марта 1909 года в Нью-Йорке в семье еврейских иммигрантов из России. В 1929 году он поступил в Колумбийский университет, где специализировался на антропологии.
Работая научным редактором Энциклопедии общественных наук Колумбийского университета, в начале 1930-х годов Лернер начал создавать документальные фильмы для факультета антропологии.
В 1931 году Лернер вступил в Рабочую лигу кино и фотографии, работая над документально-хроникальными фильмами политической тематики. Он также писал рецензии и киноновости для разных журналов, а в 1933—1934 годах преподавал в Киношколе Гарри Алана Потамкина. В 1937 году Лига была преобразована в студию «Фронтьер фильмс», которая снимала «документальные фильмы прогрессивной направленности». Лернер участвовал в создании таких фильмов, как «Китай наносит ответный удар» (1937), однако его участие в работе постепенно сокращалось, и в 1938 году он ушёл со студии.
Затем Лернер делал фильмы для Фонда Рокфеллера и других академических учреждений, а в конце 1930-х годов он стал монтажёром и режиссёром второго состава в период расцвета движения американского документального кино. В частности, Лернер был режиссёром второго состава драмы Дадли Мёрфи «Треть нации» (1939) с Сильвией Сидни и Лейфом Эриксоном и документального фильма Уиларда Ван Дайка «Город в долине» (1940), монтажёром фильма Ван Дайка «Дети должны учиться» (1939), режиссёром документального фильма «Место для жизни» (1941) и ассистентом оператора документального фильма Роберта Флаэрти «Земля» (1942).
Во время Второй мировой войны Лернер поставил для правительственного Офиса военной информации документальные фильмы «Автобиография „Джипа“» (1943) и «Шведы в Америке» (1943) с участием Ингрид Бергман, который был номинирован на Оскар как лучший короткометражный документальный фильм. Кроме того, он был продюсером документального музыкального фильма Александра Хэммида «Гимн наций» (1944) с участием Артуро Тосканини, этот фильм также был номинирован на Оскар как лучший короткометражный документальный фильм.

## Карьера в послевоенные годы
После войны Лернер возглавил Институт образовательного кино Нью-Йоркского университета.
В 1948 году вместе с Джозефом Стриком Лернер был режиссёром документальной короткометражки «Мускульный пляж» (1948) о пляже в Санта-Монике, ставшем местом паломничества бодибилдеров.
После этого Лернер ушёл в низкобюджетное художественное кино, став продюсером малого фильма нуар «Агент таможни» (1949). Фильм был выполнен в полудокументальном стиле и рассказывал об агенте таможни (Дин Джеггер), который разоблачает преступную организацию, занятую контрабандой драгоценностей и одновременно раскрывает убийство своего коллеги и лучшего друга. Следующим фильмом Лернера, на этот раз в качестве режиссёра, стала криминальная драма «Сумасшедший человек» (1953) о трёх девушках из Миннесоты, которые, украв приличную сумму денег, сбежали в Голливуд в поисках весёлой жизни. Фильм был поставлен по сценарию Филипа Йордана на его студии «Секьюрити пекчерс».
Лернер продолжил работу c Йорданом на «Секьюрити пикчерс» в качестве одного из продюсеров таких фильмов, как криминальная драма «Бурная вечеринка» (1956) режиссёра Гарри Хорнера с Энтони Куинном в главной роли и военная драма «Люди на войне» (1957) режиссёра Энтони Манна с Робертом Райаном и Алдо Рэем в главных ролях.
Следующим фильмом Лернера в качестве режиссёра стала криминальная драма «Предел ярости» (1958) о психопатическом бездельнике, который втирается в доверие к молодой женщине с двумя дочерьми и поселяется вместе с ними в их летнем доме. В том же году Лернер поставил свой шедевр, нуаровый триллер «Убийство по контракту» (1958) с Винсом Эдвардсом в главной роли наёмного убийцы, получившего заказ уничтожить важную свидетельницу в деле против крупного мафиози. Фильм был снят всего за восемь дней. Современные критики чрезвычайно высоко оценивают этот фильм за его новаторскую минималистскую стилистику и необычно холодную тональность, часто сравнивая его с французскими криминальными мелодрамами 1960-70-х годов, особенно с творчеством Жана-Пьера Мельвиля. Деннис Шварц полагает, что «этот, проигнорированный в своё время, низкобюджетный чёрно-белый нуар 1950-х годов является выдающимся, абсолютно великолепным триллером… Не бывает нуаровых фильмов лучше, чем этот». Журнал «Time Out» назвал картину «потрясающим и строгим фильмом категории В», «холодным, тихим и бесстрастным». Критик Джэй Карр назвал его «чистым, компактным и эффективным, напряжённым и убедительным», а Брюс Эдер — «необычным триллером, иногда почти весёлым, несмотря на моменты насилия», представив «тип чёткого, хладнокровного, немногословного и невозмутимого убийцы».
Лернер также продолжал работать как оператор, монтажёр и ассистент режиссёра на фильмах других режиссёров, и служил режиссёром и оператором нескольких документальных картин. В частности, Лернер возобновил сотрудничество со сценаристом и продюсером Филипом Йорданом в качестве ассистента режиссёра его социальной драмы «Анна Лукаста» (1958) и драмы-комедии «Богова делянка» (1958).
В 1959 году Лернер поставил ещё один из своих лучших фильмов, нуаровый полудокументальный триллер «Город страха» (1959), вновь с Винсом Эдвардсом в главной роли сбежавшего из тюрьмы преступника, похитившего термос с радиоактивным порошком, способным уничтожить население Лос-Анджелеса, ошибочно полагавшего, что там находится героин. Фильм отличает быстрый темп повествования, напряжённость действия, высококачественная операторская работа и великолепный джазовый саундтрек Джерри Голдсмита.

## Карьера в 1960-70-е годы
На протяжении 1960-х годов Лернер продолжал заниматься постановочной работой, и хотя он «получал более крупные бюджеты и более продолжительные съёмочные графики, он так и не добился успеха своих более ранних быстрых фильмов».
В 1960 году Лернер вновь работал с Йорданом поставив для него социальную драму «Стадс Лониган», действие которой происходит в Чикаго 1920-х годов. В том же году Лернер работал над монтажом знаменитой исторической драмы Стэнли Кубрика «Спартак» (1960).
С 1961 года Лернер стал работать телережиссёром, в частности, поставив по одному эпизоду телесериалов «Цель: коррупционеры» (1961) и «Бубновый король» (оба — 1961), а также 13 эпизодов медицинского телесериала «Бен Кейси» (1961—1965) вновь с Винсом Эдвардсом в главной роли и четыре эпизода приключенческого телесериала «Морской путь» (1965—1966).
В 1963 году Лернер поставил военную приключенческую драму «Боевой крик» (1963) о сыне богатого бизнесмена (Джеймс Макартур), который во время Второй мировой войны отправляется воевать с японцами на тихоокеанские острова.
В 1967 году Лернер возобновил сотрудничество с Йорданом и его компанией «Секьюрити продакшнс», которые производили свои картины в Испании. Сначала Лернер выступил исполнительным продюсером исторического военного биопика Роберта Сиодмака «Кастер с Запада» (1967) с Робертом Шоу. Два года спустя он стал режиссёром исторической драмы «Королевская охота за солнцем» (1969) об экспедиции испанского конкистадора Франсиско Писарро (Роберт Шоу) в Империю Инков и его отношениях с вождём инков Атауальпой (Кристофер Пламмер). Наконец, в 1971 году он был ассоциированным продюсером детектива «Капитан Апач» (1971) с Ли Ван Клифом и Кэрол Бейкер, и исполнительным продюсером комедийного вестерна «Река плохого человека» (1971) с Ван Клифом, Джеймсом Мейсоном и Джиной Лолобриджидой. В том же году он стал одним из режиссёров комедийной экшн-драмы периода мексиканской революции «Адский городок» (1971) с Телли Саваласом, Робертом Шоу и Стеллой Стивенс.
В 1973 году вышла криминальная политическая драма о покушении на президента США Джона Кеннеди «Исполнительное действие» (1973) с Бертом Ланкастером и Робертом Райаном, где Лернер входил в группу монтажа картины. Год спустя он монтировал экзистенциальную драму «Степной волк» (1974) по роману Германа Гессе с Максом фон Зюдовом и Доминик Санда в главных ролях.
В 1975 году он был сопродюсером снятого в Испании политического триллера «Вы должны убить Б.» (1975) с Дареном МакГэвином, Стефан Одран и Патрицией Нил, а также монтажёром негритянской социальной драмы «Река Нигер» (1976), съёмки которой проходили в Лос-Анджелесе.
Год спустя Мартин Скорцезе пригласил Лернера делать монтаж своей музыкальной драмы «Нью-Йорк, Нью-Йорк» (1977), однако Лернер умер до завершения работ над фильмом. Скорцезе посвятил этот фильм ему со словами благодарности и уважения.

## Смерть
Ирвинг Лернер умер 25 декабря 1976 года в Лос-Анджелесе, США.

## Фильмография

### Режиссёр
- 1937 — Китай наносит ответный удар / China Strikes Back (документальная короткометражка)
- 1941 — Место для жизни / A Place to Live (документальная короткометражка)
- 1943 — Шведы в Америке / Swedes in America (документальная короткометражка)
- 1943 — Автобиография «Джипа» / The Autobiography of a 'Jeep' (документальная короткометражка)
- 1947 — Слышать игру твоего банджо / To Hear Your Banjo Play (короткометражка)
- 1948 — Мускульный пляж / Muscle Beach (документальная короткометражка)
- 1951 — Самоубийственная атака / Suicide Attack (хроникально-документальный фильм)
- 1953 — Сумасшедший человек / Man Crazy
- 1958 — Грань ярости / Edge of Fury
- 1958 — Убийство по контракту / Murder by Contract
- 1959 — Город страха / City of Fear
- 1960 — Стадс Лониган / Studs Lonigan
- 1961 — Цель: коррупционеры / Target: The Corruptors (телесериал, 1 эпизод)
- 1961 — Бубновый король / King of Diamonds (телесериал, 1 эпизод)
- 1961—1965 — Бен Кейси / Ben Casey (телесериал, 13 эпизодов)
- 1963 — Боевой клич / Cry of Battle
- 1965—1966 — Морской путь / Seaway (телесериал, 4 эпизода)
- 1963 — Мистер Новак / Mr. Novak (телесериал, 1 эпизод)
- 1969 — Королевская охота за солнцем / The Royal Hunt of the Sun
- 1971 — Адский городок / A Town Called Bastard

### Продюсер
- 1941 — Место для жизни / A Place to Live (документальная короткометражка)
- 1943 — Автобиография «Джипа» / The Autobiography of a Jeep (документальная короткометражка)
- 1944 — Гимн наций / Hymn of the Nations (продюсер, в титрах не указан; документальная короткометражка)
- 1947 — Слышать игру твоего банджо / To Hear Your Banjo Play (сопродюсер, короткометражка)
- 1949 — Агент таможни / C-Man (продюсер, в титрах не указан)
- 1956 — Бурная вечеринка / The Wild Party (продюсер-супервайзер)
- 1967 — Кастер с Запада / Custer of the West (исполнительный продюсер)
- 1971 — Капитан Апач / Captain Apache (ассоциированный продюсер)
- 1971 — Река плохого человека / El hombre de Río Malo (исполнительный продюсер)
- 1972 — Приключение Чарльза Дарвина / The Darwin Adventure (сопродюсер)
- 1975 — Вы должны убить Б. / Hay que matar a B. (сопродюсер)

### Монтажёр
- 1937 — Китай наносит ответный удар / China Strikes Back (документальная короткометражка)
- 1938 — Морпехи идут вперёд / The Marines Come Thru
- 1940 — Дети должны учиться / The Children Must Learn (документальная короткометражка)
- 1940 — Город в долине / Valley Town (документальный фильм)
- 1940 — Так они живут / And So They Live (документальная короткометражка)
- 1960 — Спартак / Spartacus
- 1974 — Степной волк / Steppenwolf
- 1976 — Река Нигер / The River Niger
- 1978 — Мустанг: Дом, который построил Джо / Mustang: The House That Joe Built